# تپه گبری ۶۱ - k
تپه گبری ۶۱ - k مربوط به دوران پیش از تاریخ ایران باستان تا دوران‌های تاریخی پس از اسلام است و در شهرستان کنگاور، روستای حاجی‌آباد واقع شده و این اثر در تاریخ ۱۰ دی ۱۳۸۱ با شمارهٔ ثبت ۶۶۴۱ به‌عنوان یکی از آثار ملی ایران به ثبت رسیده است.